# Árpás
Árpás là một thị trấn thuộc hạt Győr-Moson-Sopron, Hungary. Thị trấn này có diện tích 14,27 km², dân số năm 2010 là 242 người, mật độ 17 người/km².